# نگارش ماری

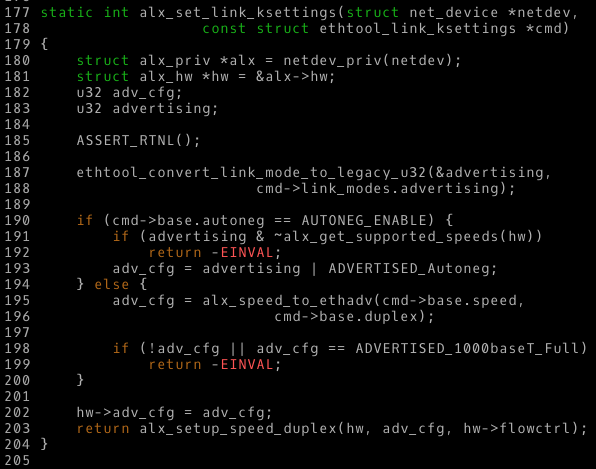
Piece of code from a module of the هسته لینوکس، which uses snake case for identifiers.

نگارش ماری (به انگلیسی: snake_case)، یکی از روش‌های نوشتن ترکیبی کلمات در زبان‌های برنامه‌نویسی است. به شکلی که هر کلمه با علامت آندرلاین (_) از کلمه دیگر جدا می‌شود. استاندارد کلی این نوع نگارش این است که تمام کلمات با حروف کوچک نوشته شوند. اما در مواردی می‌توان حرف اول کلمه اول را با حروف بزرگ نوشت.
مثال: lower_case_with_underscores , text_to_integer